# Leptogaster
Leptogaster är ett släkte av tvåvingar. Leptogaster ingår i familjen rovflugor.

## Bildgalleri

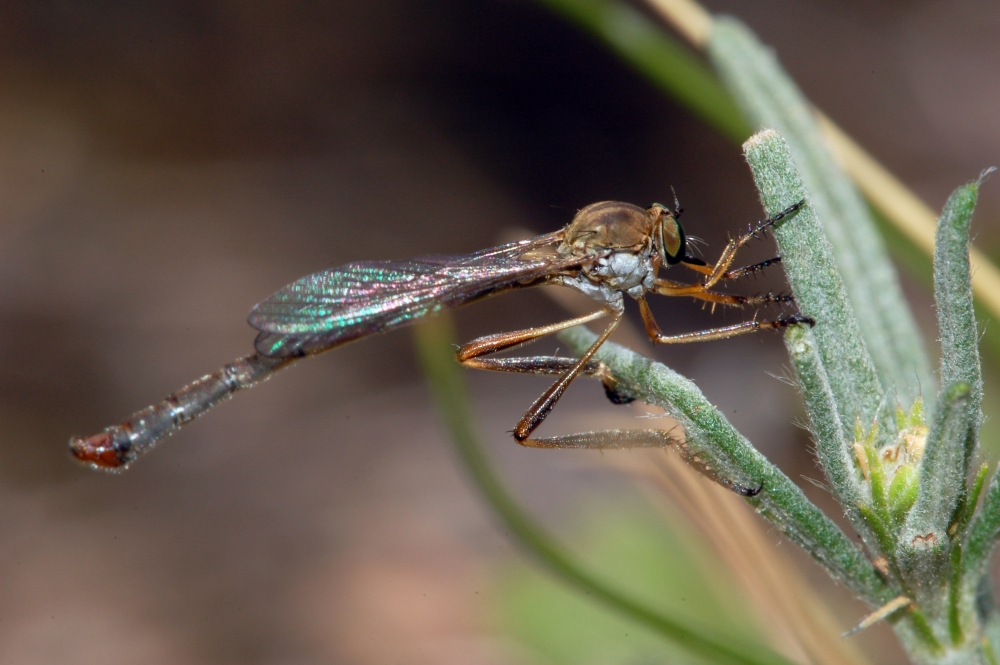
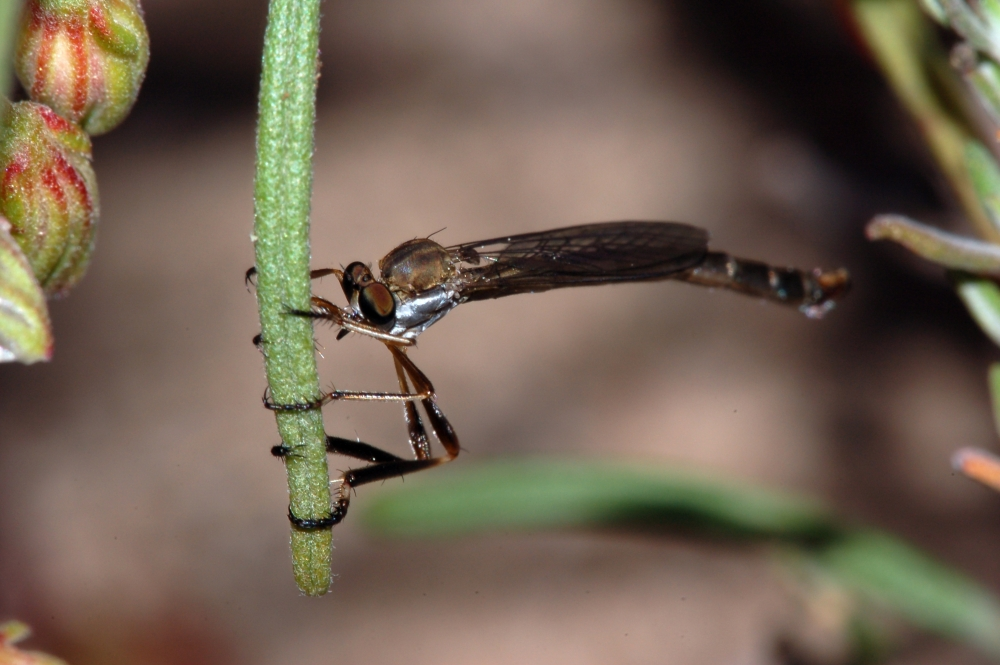
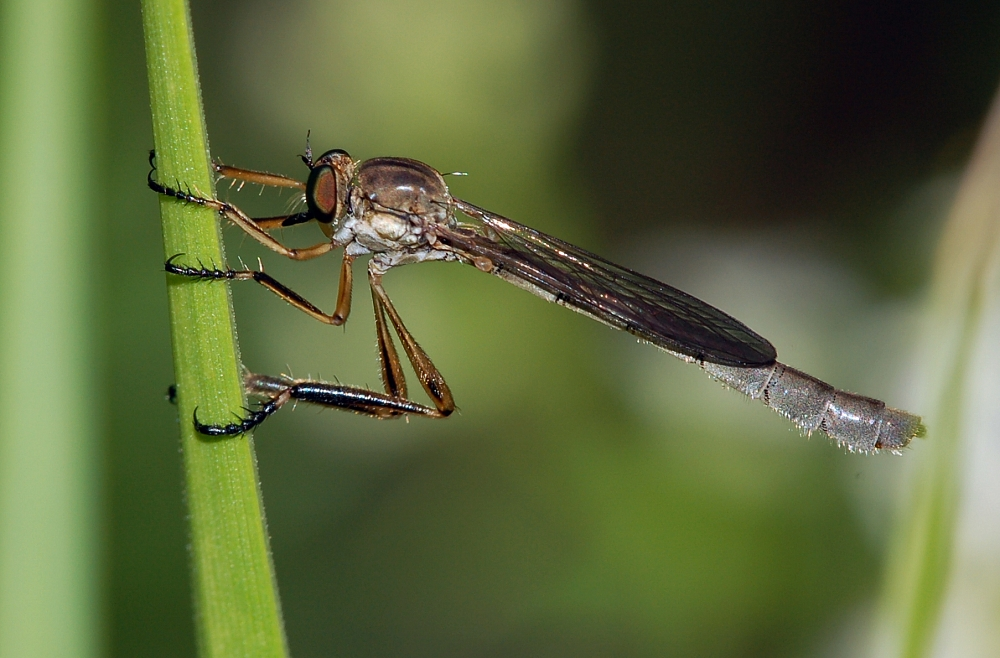

## Dottertaxa tillLeptogaster, i alfabetisk ordning[1][2]
- Leptogaster abdominalis
- Leptogaster acanthozona
- Leptogaster aegra
- Leptogaster aestiva
- Leptogaster affinis
- Leptogaster aganniphe
- Leptogaster albimana
- Leptogaster albitarsis
- Leptogaster altacola
- Leptogaster angelus
- Leptogaster angustilineola
- Leptogaster annulipes
- Leptogaster antennalis
- Leptogaster antenorea
- Leptogaster antipoda
- Leptogaster antiquaria
- Leptogaster apicalis
- Leptogaster appendiculata
- Leptogaster arborcola
- Leptogaster arenicola
- Leptogaster argentinae
- Leptogaster argionina
- Leptogaster arida
- Leptogaster aristalis
- Leptogaster armeniaca
- Leptogaster atridorsalis
- Leptogaster augusta
- Leptogaster auripulverella
- Leptogaster australis
- Leptogaster autumnalis
- Leptogaster bahamiensis
- Leptogaster bancrofti
- Leptogaster basalis
- Leptogaster basilaris
- Leptogaster basilewskyi
- Leptogaster bengryi
- Leptogaster biannulata
- Leptogaster bicolor
- Leptogaster bicoloripes
- Leptogaster bilobata
- Leptogaster bivittata
- Leptogaster brevicornis
- Leptogaster brevitarsis
- Leptogaster breviventris
- Leptogaster brunnea
- Leptogaster calceata
- Leptogaster californica
- Leptogaster calvimacula
- Leptogaster candidata
- Leptogaster canuta
- Leptogaster carolinensis
- Leptogaster carotenoides
- Leptogaster cheriani
- Leptogaster cilipes
- Leptogaster cingulipes
- Leptogaster clavistyla
- Leptogaster coarctata
- Leptogaster collata
- Leptogaster coloradensis
- Leptogaster concava
- Leptogaster concinnata
- Leptogaster coniata
- Leptogaster contermina
- Leptogaster convergens
- Leptogaster cracens
- Leptogaster crassipes
- Leptogaster crassitarsis
- Leptogaster cressoni
- Leptogaster crocea
- Leptogaster crockeri
- Leptogaster cultaventris
- Leptogaster curvivena
- Leptogaster cylindrica
- Leptogaster dalmatina
- Leptogaster dasyphlebia
- Leptogaster decellei
- Leptogaster diluta
- Leptogaster dissimilis
- Leptogaster distincta
- Leptogaster doleschalli
- Leptogaster dorospicta
- Leptogaster dorsalis
- Leptogaster ealensis
- Leptogaster elbaiensis
- Leptogaster elongata
- Leptogaster entebbensis
- Leptogaster eoa
- Leptogaster eudicrana
- Leptogaster evanescens
- Leptogaster exacta
- Leptogaster faragi
- Leptogaster ferrugineus
- Leptogaster fervens
- Leptogaster filiventris
- Leptogaster flavipes
- Leptogaster flaviventris
- Leptogaster flavobrunnea
- Leptogaster formosana
- Leptogaster fornicata
- Leptogaster freyi
- Leptogaster fulvicrus
- Leptogaster fulvipes
- Leptogaster fumipennis
- Leptogaster fumosa
- Leptogaster furculata
- Leptogaster fuscatipennis
- Leptogaster fuscifacies
- Leptogaster fuscipennis
- Leptogaster galbicesta
- Leptogaster geniculata
- Leptogaster globopyga
- Leptogaster gracilipes
- Leptogaster gracilis
- Leptogaster guttiventris
- Leptogaster habilis
- Leptogaster helvola
- Leptogaster hermelina
- Leptogaster hermonensis
- Leptogaster hesperis
- Leptogaster hirticollis
- Leptogaster hirtipes
- Leptogaster hispanica
- Leptogaster hopehensis
- Leptogaster hyacinthina
- Leptogaster incisuralis
- Leptogaster inflatus
- Leptogaster insularis
- Leptogaster intima
- Leptogaster inutilis
- Leptogaster javanensis
- Leptogaster judaica
- Leptogaster kamerlacheri
- Leptogaster kashgarica
- Leptogaster keiseri
- Leptogaster koshunensis
- Leptogaster krada
- Leptogaster lambertoni
- Leptogaster lanata
- Leptogaster laoshanensis
- Leptogaster latestriata
- Leptogaster lehri
- Leptogaster lerneri
- Leptogaster levis
- Leptogaster levusara
- Leptogaster linearis
- Leptogaster lineatus
- Leptogaster loaloa
- Leptogaster longicauda
- Leptogaster longicrinita
- Leptogaster longifurcata
- Leptogaster longipes
- Leptogaster longitibialis
- Leptogaster ludens
- Leptogaster macedo
- Leptogaster macilenta
- Leptogaster maculipennis
- Leptogaster madagascriensis
- Leptogaster magnicollis
- Leptogaster martini
- Leptogaster masaica
- Leptogaster medicesta
- Leptogaster megafemur
- Leptogaster melanomystax
- Leptogaster meriel
- Leptogaster micropygialis
- Leptogaster moluccana
- Leptogaster montana
- Leptogaster multicincta
- Leptogaster munda
- Leptogaster murina
- Leptogaster nartshukae
- Leptogaster nememusha
- Leptogaster nerophana
- Leptogaster niger
- Leptogaster nigra
- Leptogaster nitens
- Leptogaster nitida
- Leptogaster nitoris
- Leptogaster nubeculosa
- Leptogaster obscuripennis
- Leptogaster obscuripes
- Leptogaster occidentalis
- Leptogaster occlusa
- Leptogaster ochricornis
- Leptogaster odostata
- Leptogaster ophionea
- Leptogaster pachypygialis
- Leptogaster pacifica
- Leptogaster palawanensis
- Leptogaster pallipes
- Leptogaster palparis
- Leptogaster panda
- Leptogaster parvoclava
- Leptogaster patula
- Leptogaster pedania
- Leptogaster pedunculata
- Leptogaster pellucida
- Leptogaster penicillata
- Leptogaster petiola
- Leptogaster pictipennis
- Leptogaster pilosella
- Leptogaster plebeja
- Leptogaster plilcnemis
- Leptogaster princeps
- Leptogaster pubescens
- Leptogaster pubicornis
- Leptogaster puella
- Leptogaster pumila
- Leptogaster pusilla
- Leptogaster pyragra
- Leptogaster radialis
- Leptogaster recurva
- Leptogaster roederi
- Leptogaster rubida
- Leptogaster rufa
- Leptogaster ruficesta
- Leptogaster rufirostris
- Leptogaster rufithorax
- Leptogaster salina
- Leptogaster salvia
- Leptogaster schaefferi
- Leptogaster schoutedeni
- Leptogaster sericea
- Leptogaster seyrigi
- Leptogaster signata
- Leptogaster similis
- Leptogaster sinensis
- Leptogaster spadix
- Leptogaster spinitarsis
- Leptogaster spinulosa
- Leptogaster stackelbergi
- Leptogaster stichosoma
- Leptogaster straminea
- Leptogaster subtilis
- Leptogaster suleymani
- Leptogaster tarsalis
- Leptogaster taurica
- Leptogaster tenerrima
- Leptogaster tenuis
- Leptogaster tesquorum
- Leptogaster texana
- Leptogaster tillyardi
- Leptogaster titanus
- Leptogaster tomentosa
- Leptogaster tornowii
- Leptogaster triangulata
- Leptogaster tricolor
- Leptogaster trifasciata
- Leptogaster trimaculata
- Leptogaster trimucronotata
- Leptogaster tropica
- Leptogaster truncata
- Leptogaster turkmenica
- Leptogaster ungula
- Leptogaster unicolor
- Leptogaster unihammata
- Leptogaster upembana
- Leptogaster urundiana
- Leptogaster varipes
- Leptogaster velutina
- Leptogaster venustus
- Leptogaster vernalis
- Leptogaster whitei
- Leptogaster virgata
- Leptogaster vitiensis
- Leptogaster vitripennis
- Leptogaster vorax